# 冻地银莲花
冻地银莲花（学名：Anemone rupestris sp. gelida）为毛茛科银莲花属下的一个亚种。